# Jiří Kozel
Jiří Kozel (často také George Kozel a George Kay; * 3. března 1949 Praha-Bubeneč) je český bluesrockový a hardrockový baskytarista. V roce 1968 byl jedním ze zakládajících členů české kapely Blue Effect. Po odchodu ze skupiny Blue Effect emigroval do Spojených států, odkud se později přestěhoval do Švýcarska. Koncem 70. let založil skupinu Crown, ve které mimo jiné hrál i český bubeník Karel Káša Jahn a zpěvák Patrick Mason, ten ale v roce 1980 na krátkou dobu odešel a nahradil ho David Byron ze skupiny Uriah Heep. Hrál také ve skupině Tarantula, ve které s ním hráli Petr Janda (kytara), Józef Skrzek (klávesy) a Jaroslav Erno Šedivý (bicí). V současné době hraje se skupinou George Kay Band, ve které s ním občas hraje i někdejší spolupracovník The Rolling Stones Sugar Blue a ve skupině Souseďanka společně s Petrem Jandou (kytara), Zdeňkem Vlčem (klávesy), Ladislavem Malinou (bicí) a Lenkou Malinovou (zpěv).